# Metano monoossigenasi
La metano monoossigenasi è un enzima appartenente alla classe delle ossidoreduttasi, che catalizza la seguente reazione:
metano + NAD(P)H + H+ + O2 ⇄ metanolo + NAD(P)+ + H2O
L'enzima ha un'ampia specificità; molti alcani possono essere idrossilati, e gli alcheni sono convertiti nei corrispondenti epossidi; CO è ossidato a CO2, l'ammoniaca è ossidata ad idrossilammina, ed anche alcuni composti aromatici ed alcani ciclici possono essere idrossilati, ma più lentamente.